# 锡尔克堡

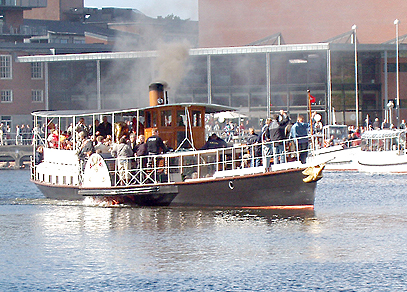
街景

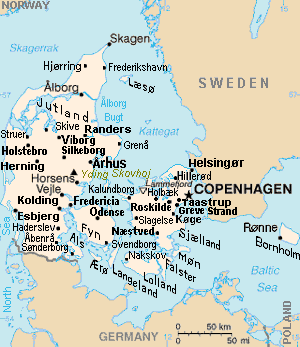
丹麦地图

锡尔克堡（丹麥語：Silkeborg，丹麥語：[ˈse̝lkəˌpɒˀ]）是丹麦日德兰半岛中部錫爾克堡市鎮的一座城市。该市人口41,979 (2009)。该市被湖分为南北两个部分。该地为滑雪胜地。

## 友好城市
- 瑞典 卡尔马
- 德国 凯撒斯劳滕
- 美国 科洛纳

## 重大發現
- 圖倫男子